# Nicolas Dutot
Pour les articles homonymes, voir Dutot.
Nicolas Dutot, né le 12 octobre 1684 à Barneville et mort le 12 septembre 1741 à Paris, est un économiste français, l'un des pères de l'étude quantitative des phénomènes économiques.

## Biographie
Même si Voltaire, en 1738, fait l’éloge de Dutot dans Le Pour et Contre de l’abbé Prévost, l'origine de cet économiste est restée mystérieuse durant près de trois siècles. On ne connaissait en effet que son nom de famille. Le catalogue même des grandes bibliothèques, tel celui de la Bibliothèque nationale de France, le prénommait erronément « Charles ».
En 2009, un article paru dans les Annales de Normandie, publiées par le Centre de recherche d’histoire quantitative (CRHQ), permet de remédier à cet état de fait en relatant son identification, début 2006, à la suite d’une investigation menée par l’historien et banquier Marc Cheynet de Beaupré.
Il en ressort que Nicolas Dutot, né à Barneville le 12 octobre 1684 et baptisé le lendemain dans l’église du village, est le fils d’Adrien Dutot, charpentier de marine au village du Tôt, dans la paroisse de Barneville, et d’une certaine Barbe Bessin, sans doute originaire de Cherbourg. Nicolas Dutot est mort à Paris, paroisse Saint-Eustache, au matin du 12 septembre 1741 et les scellés de sa succession, de même que son inventaire après décès, sont analysés par Marc Cheynet de Beaupré:97-103.
Dutot, qui n’a pas eu d’enfant, était marié avec Marie Anne Marchand, qu’il avait épousée à Strasbourg le 20 août 1713, dans la paroisse Saint-Laurent:105-106.
Il fut sous-trésorier de la Banque royale fusionnée en 1720 avec la compagnie des Indes, toutes deux institutions fondées par John Law sous la régence de Philippe d'Orléans. Il devint associé libre, le 3 décembre 1728, de la Société des Arts.
Les archives de la Préfecture de police de Paris montrent que Nicolas Dutot, directeur de la Chambre de Justice de 1716, fut emprisonné à la Bastille du 29 avril au 8 septembre 1717:96. Il semble, en effet, avoir tenté de monnayer son influence afin de permettre à certains justiciables de voir diminuer leur taxe.

## Œuvres et théories
Il se rendit célèbre par ses Réflexions politiques sur les finances et le commerce, publiées d'abord sous forme de lettres, 1735, puis, à La Haye, sous la forme d’un ouvrage en deux volumes in-12, 1738, visant en particulier à défendre le système de Law. Ses théories économiques, prenant le contrepied de l'usage français de la fin du Moyen Âge et de l'époque moderne, s'efforcent de montrer que le numéraire ne doit pas se voir attribuer une valeur arbitraire que le souverain puisse modifier à son gré. Dutot pressent également, plusieurs années avant Montesquieu, l'influence des taux d'intérêt sur l'évolution de la masse monétaire.
Les Réflexions politiques sur les finances et le commerce ont été rééditées en 1843 dans les Économistes français du XVIIIe siècle, d’Eugène Daire puis en 1935, par Paul Harsin, dans une version critique, plus complète. En effet, celle-ci comprend la réponse que Nicolas Dutot venait d'achever lors de sa mort, visant à réfuter les arguments de l’Examen du livre intitulé réflexions politiques sur les finances et le commerce, œuvre du financier Joseph Paris Duverney publiée à La Haye en 1740. L'un des principaux intérêts des Réflexions politiques sur les finances et le commerce, notamment dans sa troisième partie – la réponse de Dutot à l’Examen de Duverney, inédite jusqu'à l'édition de Paul Harsin, en 1935 –, provient de l'arsenal de relevés statistiques de prix et de changes dont se sert Nicolas Dutot pour étayer ses démonstrations et qui en font un pionnier de l'économie quantitative.
En 2000, Antoin E. Murphy, professeur au Trinity College, a publié l’Histoire du Système de John Law, manuscrit jusqu'alors inédit – œuvre de Nicolas Dutot –, conservé dans le carton P19 des archives d'Argenson, à la Bibliothèque de l'Université de Poitiers.

## Publications
- Réflexions politiques sur les finances et le commerce, Édition intégrale publiée pour la première fois par Paul Harsin, Bibliothèque de la Faculté de Philosophie et Lettres de l'Université de Liège, 1935, t. I, fasc. lxvi, lvi-300 p. et 9 tableaux, t. II, fasc. lxvii, 324 p. et un tableau hors texte.
- Histoire du Système de John Law : publication intégrale du manuscrit inédit de Poitiers, établie et introduite par Antoin E. Murphy, Paris, INED, 2000, lxxvii, 418, 24 cm (ISBN 978-2-7332-1020-8, ISSN 1144-7648, OCLC 49384244, lire en ligne).